# Championnat d'Amérique du Sud et centrale masculin de handball
Le Championnat d'Amérique du Sud et centrale masculin de handball est la compétition officielle pour les équipes nationales de handball d'Amérique du Sud et d'Amérique centrale, et a lieu tous les deux ans. Il sert de qualification pour le Championnat du monde.
Le championnat est le résultat de la dissolution de la Fédération panaméricaine de handball et de la création de la Confédération d'Amérique du Sud et centrale de handball.

## Palmarès
| Édition | Pays organisateur | Médaille d'or, Amérique du Sud | Médaille d'argent, Amérique du Sud | Médaille de bronze, Amérique du Sud |
| ------- | ----------------- | ------------------------------ | ---------------------------------- | ----------------------------------- |
| 2020    | Brésil            | Argentine                      | Brésil                             | Uruguay                             |
| 2022    | Brésil            | Brésil                         | Argentine                          | Chili                               |
| 2024    | Argentine         | Brésil                         | Argentine                          | Chili                               |

## Bilan

### Tableau d'honneur
| Rang  | Équipe nationale | Médaille d'or, Amérique du Sud | Médaille d'argent, Amérique du Sud | Médaille de bronze, Amérique du Sud | Total |
| ----- | ---------------- | ------------------------------ | ---------------------------------- | ----------------------------------- | ----- |
| 1     | Brésil           | 2                              | 1                                  | 0                                   | 3     |
| 2     | Argentine        | 1                              | 2                                  | 0                                   | 3     |
| 3     | Chili            | 0                              | 0                                  | 2                                   | 2     |
| 4     | Uruguay          | 0                              | 0                                  | 1                                   | 1     |
| Total | Total            | 3                              | 3                                  | 3                                   | 9     |

### Bilan par édition
| Équipe nationale | 2020                                | 2022                                | 2024                                | Part. |
| ---------------- | ----------------------------------- | ----------------------------------- | ----------------------------------- | ----- |
| Argentine        | Médaille d'or, Amérique du Sud      | Médaille d'argent, Amérique du Sud  | Médaille d'argent, Amérique du Sud  | 3     |
| Bolivie          | 6e                                  | 7e                                  | -                                   | 2     |
| Brésil           | Médaille d'argent, Amérique du Sud  | Médaille d'or, Amérique du Sud      | Médaille d'or, Amérique du Sud      | 3     |
| Chili            | 4e                                  | Médaille de bronze, Amérique du Sud | Médaille de bronze, Amérique du Sud | 3     |
| Colombie         | -                                   | forfait                             | -                                   | 0     |
| Costa Rica       | -                                   | 6e                                  | 6e                                  | 2     |
| Paraguay         | 5e                                  | 5e                                  | 4e                                  | 3     |
| Pérou            | forfait                             | -                                   | -                                   | 0     |
| Uruguay          | Médaille de bronze, Amérique du Sud | 4e                                  | 5e                                  | 3     |
| Total            | 6                                   | 7                                   | 6                                   | 7     |

- Légende :    — Pays hôte